# Rotonde (architecture)
Pour les articles homonymes, voir Rotonde.

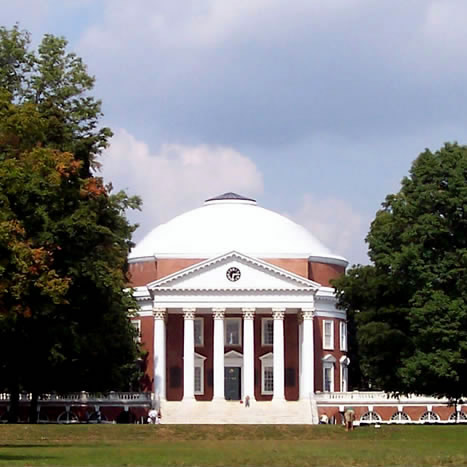
La rotonde de l'université de Virginie, dessinée par Thomas Jefferson.

Une rotonde (du latin rotondus, rond) est un édifice circulaire à l'intérieur comme à l'extérieur en général surmonté d'une coupole.

## Présentation
Une rotonde est un petit pavillon circulaire souvent coiffé d'un dôme et porté par des colonnes.
Le terme désigne également une pièce à l'intérieur d'un bâtiment (cas de la rotonde du château de Vaux-le-Vicomte) ou l'angle arrondi surmonté d'un dôme que l'on retrouve dans certains immeubles de type haussmannien.

## Exemples
- Rotondes « des Abonnés » et « de l'Empereur » de l'opéra Garnier, à Paris ;
- Rotonde du Capitole, à Washington ;
- Rotonde du Panthéon de Rome.

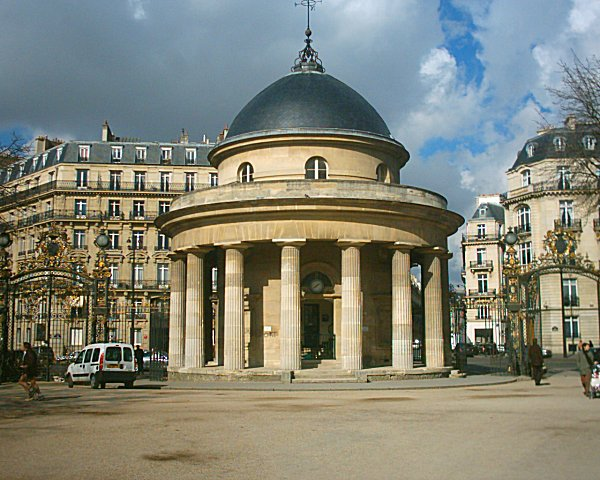
La rotonde du parc Monceau, à Paris.
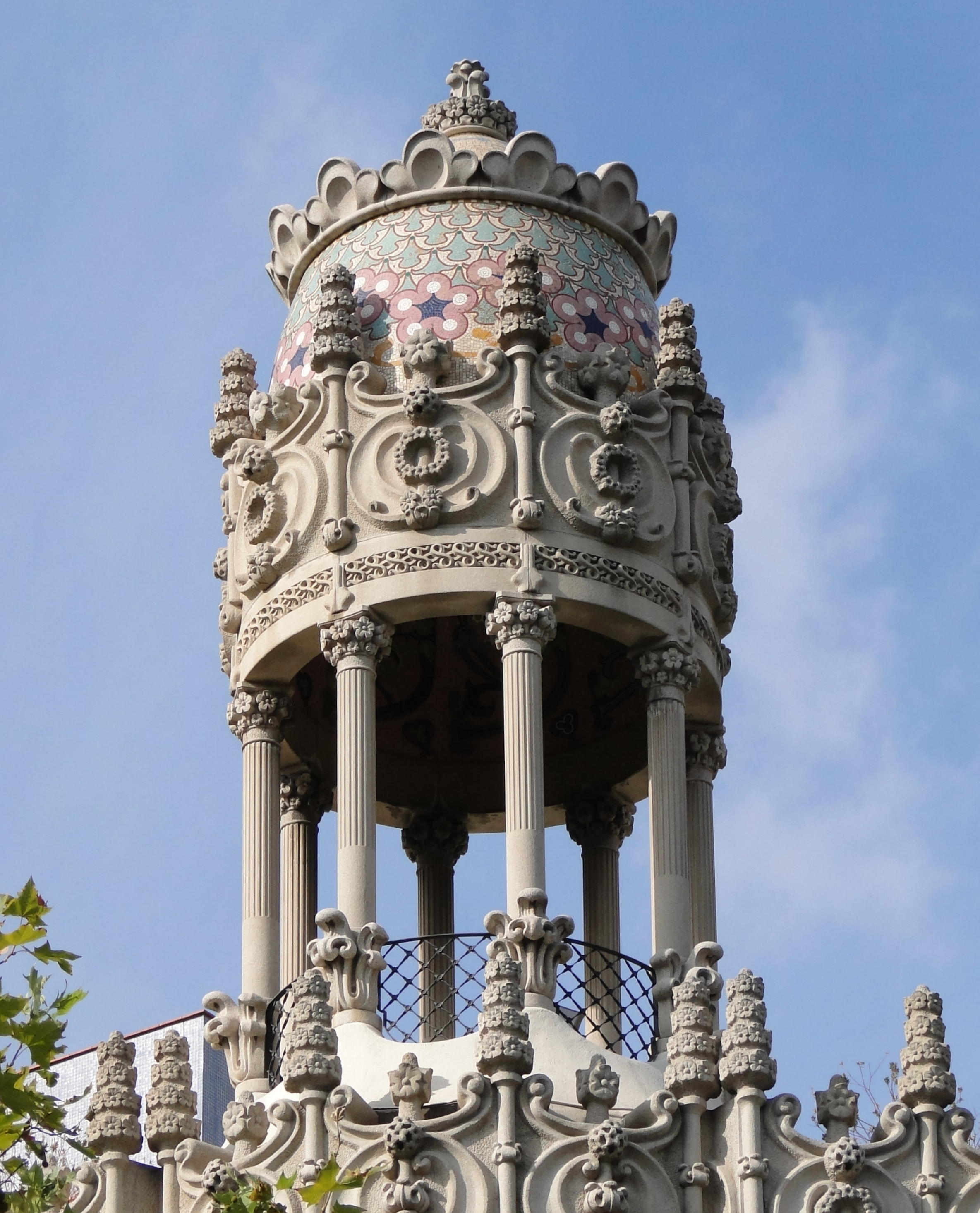
Rotonde sur le toit de la Casa Lleó Morera à Barcelone.
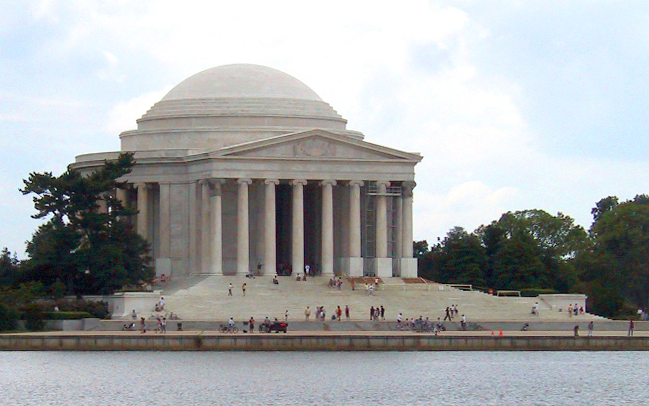
Le Jefferson Memorial à Washington.
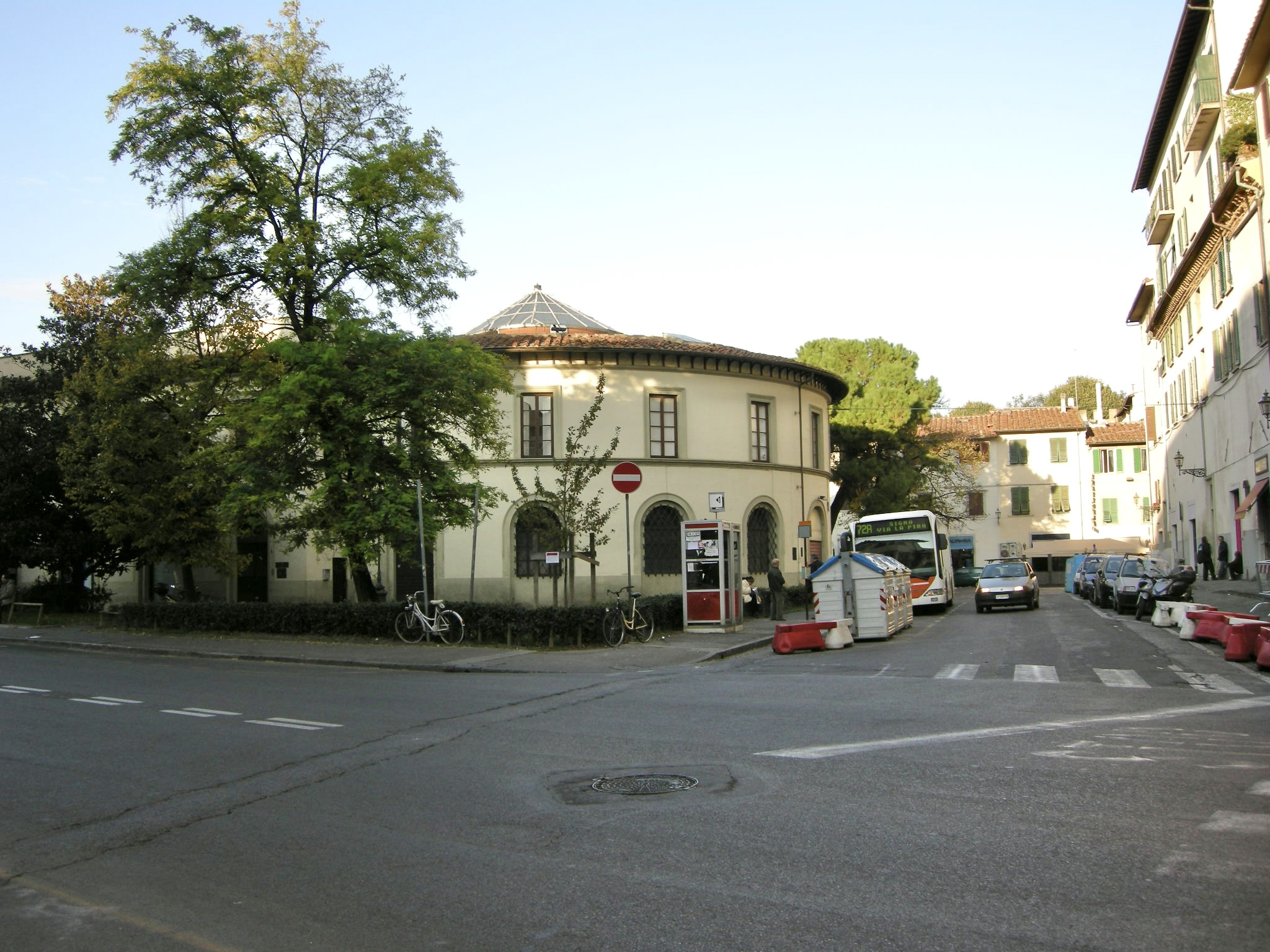
La rotonde des Barbetti, à Florence (Italie).
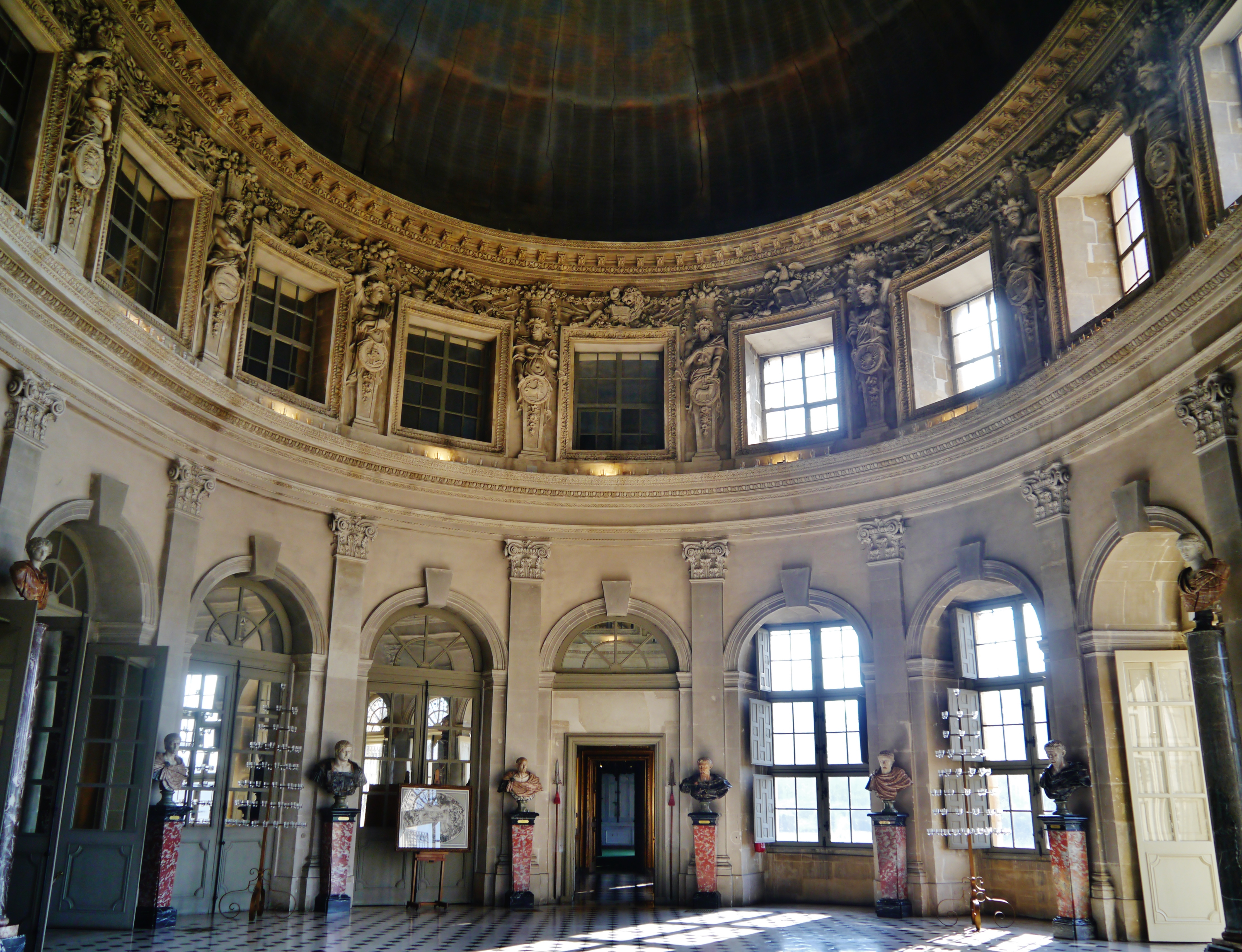
Le grand salon dit « en rotonde » du château de Vaux-le-Vicomte.

### Articles liés
- Rotonde de la Vignotte (à Mont-de-Marsan)
- Rotonde de la Villette (à Paris)